# Sceny z Macondo
Sceny z Macondo – trzeci solowy album polskiego kontrabasisty jazzowego Jacka Niedzieli, 
zawierający skomponowany przez niego poemat symfoniczny (z Piotrem Baronem jako solistą). CD wydany został w 1998 przez CD Sound International (CDSCD 108). Tytuł płyty i utworów nawiązują do twórczości Gabriela Garcii Marqueza. Macondo to fikcyjna miejscowość, w której rozgrywa się akcja książek.

## Muzycy
- Jacek Niedziela – kontrabas
- Piotr Baron – saksofon sopranowy
- Wojciech Niedziela – fortepian
- Marcin Jahr – perkusja, instrumenty perkusyjne

oraz Orkiestra pod dyr. Jacka Niedzieli; w składzie m.in.:
- Irena Kalinowska – skrzypce
- Marek Krótki – skrzypce
- Patryk Laburda – skrzypce
- Aleksandra Batog – altówka
- Krzysztof Batog – altówka
- Katarzyna Biedrowska – wiolonczela
- Katarzyna Maliszewska – wiolonczela
- Roman Huzior – kontrabas
- Marcin Łupański – flet
- Andrzej Rękas – puzon

## Lista utworów
| 1. | "I Scena"                                                 | 10:03 |
|    | - Gabriel Ga-Ma - Oczy niebieskiego psa                   |       |
| 2. | "II Scena"                                                | 7:07  |
|    | - Letycja Nazareno - Opowieść rozbitka                    |       |
| 3. | "III Scena"                                               | 20:28 |
|    | - Stefan – najpiękniejszy topielec - Egzekucja pułkownika |       |
| 4. | "IV Scena"                                                | 6:18  |
|    | - Jarmarczny zgiełk - Erendira - Finał                    |       |
| 5. | "Epilog"                                                  | 1:36  |
|    | - Żółte motyle z Macondo                                  |       |
|    |                                                           | 45:32 |
|    |                                                           |       |